# Kerry Walker
Kerry Ann Walker (ur. 29 lutego 1948 w Sydney) – australijska aktorka

## Filmografia
- 1977: The Singer and the Dancer jako Rose Buckley
- 1978: The Night the Prowler jako Felicity Bannister
- 1985: Bliss jako Alice Dalton
- 1986: Wieczór trzech króli jako Feste
- 1990: Wendy Cracked a Walnut jako Deidre
- 1993: Fortepian jako Ciocia Morag
- 1996: Cosi
- 1997: Droga do Nhill jako Alison
- 1998: Rąbek duszy jako Eugenie Mason
- 1999: Święty dym jako Kot
- 2000: The Dish jako Perła
- 2000: Looking for Alibrandi jako siostra Louise
- 2001: Moulin Rouge! jako Marie
- 2003: Piotruś Pan jako panna Fulsom
- 2007: The Home Song Stories jako Norma
- 2008: Australia jako Myrtle Allsop
- 2011: A Heartbeat Away jako Świt
- 2014: Cut Snake jako pani Farrell
- 2015: Trzymając człowieka jako Bibliotekarz w Lift

## Nagrody
- 1985: Najlepsza aktorka drugoplanowa za film Bliss
- 1986: Najlepsza aktorka drugoplanowa za film Wieczór trzech króli
- 1993: Najlepsza aktorka drugoplanowa za film Fortepian